# Eriopogon
Eriopogon is een vliegengeslacht uit de familie van de roofvliegen (Asilidae).

## Soorten
- E. jubatus Becker, 1906
- E. laniger (Meigen, 1804)
- E. spatenkai Hradský & Hüttinger, 1995